# Oberstdorf
Oberstdorf je največje zimskošportno središče in naselje v južnem delu Nemčije. Mesto ima 9900 prebivalcev, leži pa v pokrajini Allgäu na Bavarskem. Nad središčem se dvigujejo gore Nebelhorn, Fellhorn in Schattenberg. Skakalno središče v Oberstdorfu ima šest skakalnih objektov.  
Na skakalnici K-120 tradicionalno poteka prva tekma novoletne turneje. Na letalnici K-180 so občasno tekme ali svetovna prvenstva v poletih. 